# Erniša
Erniša je priimek v Sloveniji, ki ga je po podatkih Statističnega urada Republike Slovenije na dan 1. januarja 2025 uporabljalo 34 oseb in je med vsemi priimki po pogostosti uporabe uvrščen na 9.868. mesto. Erniša se pojavi v Prekmurju.

## Znani nosilci priimka
- Aleksander Erniša (*1980), evangeličanski škof
- Geza Erniša (1922–2022), evangeličanski škof